# Polish International 1995
Die Polish International 1995 im Badminton fanden vom 31. März bis zum 1. April 1995 in Spała statt. Mit einem Preisgeld von 15.000 US-Dollar wurde das Turnier als 1-Sterne-Turnier in der Grand-Prix-Wertung eingestuft.

## Austragungsort
- Olympic Sports Centre

## Medaillengewinner
| Disziplin    | Gold                            | Silber                              | Bronze                                      |
| ------------ | ------------------------------- | ----------------------------------- | ------------------------------------------- |
| Herreneinzel | Budi Santoso                    | Jeffer Rosobin                      | Thomas Søgaard                              |
| Herreneinzel | Budi Santoso                    | Jeffer Rosobin                      | George Rimarcdi                             |
| Dameneinzel  | Olivia                          | Ita Ardwiantini                     | Nina Sarnesto                               |
| Dameneinzel  | Olivia                          | Ita Ardwiantini                     | Vlada Chernyavskaya                         |
| Herrendoppel | Hadi Sugianto Seng Kok Kiong    | Sigit Budiarto Dicky Purwotjugiono  | Robert Mateusiak Damian Pławecki            |
| Herrendoppel | Hadi Sugianto Seng Kok Kiong    | Sigit Budiarto Dicky Purwotjugiono  | Mikhail Korshuk Vitaliy Shmakov             |
| Damendoppel  | Emma Ermawati Indarti Issolina  | Mette Pedersen Majken Vange         | Carmelita Eti Tantra                        |
| Damendoppel  | Emma Ermawati Indarti Issolina  | Mette Pedersen Majken Vange         | Tatiana Gerassimovitch Vlada Chernyavskaya  |
| Mixed        | Paulus Firman Rosalia Anastasia | Mikhail Korshuk Vlada Chernyavskaya | Vyatcheslav Roudnitski Olga Ilioushchenkova |
| Mixed        | Paulus Firman Rosalia Anastasia | Mikhail Korshuk Vlada Chernyavskaya | Vitaliy Shmakov Tatiana Gerassimovitch      |